# منتخب باكستان لكرة القدم للسيدات
منتخب باكستان الوطني لكرة القدم للسيدات (بالإنجليزية: Pakistan women's national football team)‏ هو ممثل باكستان الرسمي في المنافسات الدولية في كرة القدم للسيدات.